# Roubaix Futsal
Il Roubaix Futsal è un club francese di calcio a 5 con sede a Roubaix. 

## Storia
La società è nata nel 2003 dalla fusione tra "Canal Sport Roubaix" e "Roubaix Trois-Ponts", entrambi vincitori di un'edizione della Coppa di Francia. Il Roubaix ha disputato ininterrottamente per un decennio la massima serie nazionale, aggiudicandosi il titolo della stagione 2007-08. Inoltre, ha vinto la Coppa nazionale in tre occasioni (2004-05, 2005-06, 2007-08). Nel 2013 la squadra è retrocessa in Division 2.

## Palmarès
- Campionato francese: 1
2007-08
- Coppa di Francia: 3
2004-05, 2005-06, 2007-08